# Cryptotis medellinia
Cryptotis medellinia е вид бозайник от семейство Земеровкови (Soricidae).

## Разпространение
Видът е разпространен в Колумбия.